# 익힌 햄
익힌 햄(--ham)은 가열해 익힌 햄이다. 날고기를 염지·건조한 생햄과 대비된다.

## 지역별 익힌 햄

### 스페인
스페인에서는 익힌 햄이 하몬 코시도(스페인어: jamón cocido)라 불리며, 생햄인 하몬 세라노와 구분된다.

### 영국
- 요크 햄(York ham)

### 이탈리아
이탈리아에서는 익힌 햄이 프로슈토 코토(이탈리아어: prosciutto cotto)라 불리며, 생햄인 프로슈토 크루도와 구분된다.

### 체코
- 프라하 햄(Pražská šunka)

### 포르투갈
포르투갈에서는 익힌 햄이 피암브르(포르투갈어: fiambre)라 불리며, 생햄인 프레준투와 구분된다. 어원은 "런천미트"를 뜻하는 스페인어 "피암브레(fiambre)"이며, 브라질에서는 피암브리(브라질 포르투갈어: fiambre)를 포함한 모든 햄을 "프레준투"라 부르기도 한다. 닭고기나 칠면조고기 등 돼지가 아닌 다른 동물의 고기를 양념하고 익혀 만든 "햄"과 유사한 식품, 또는 식물성 재료로 만든 채식 "햄"도 "피암브르/피암브리"로 불리는 경우가 있다.

### 프랑스
- 파리 햄(jambon de Paris)

## 사진

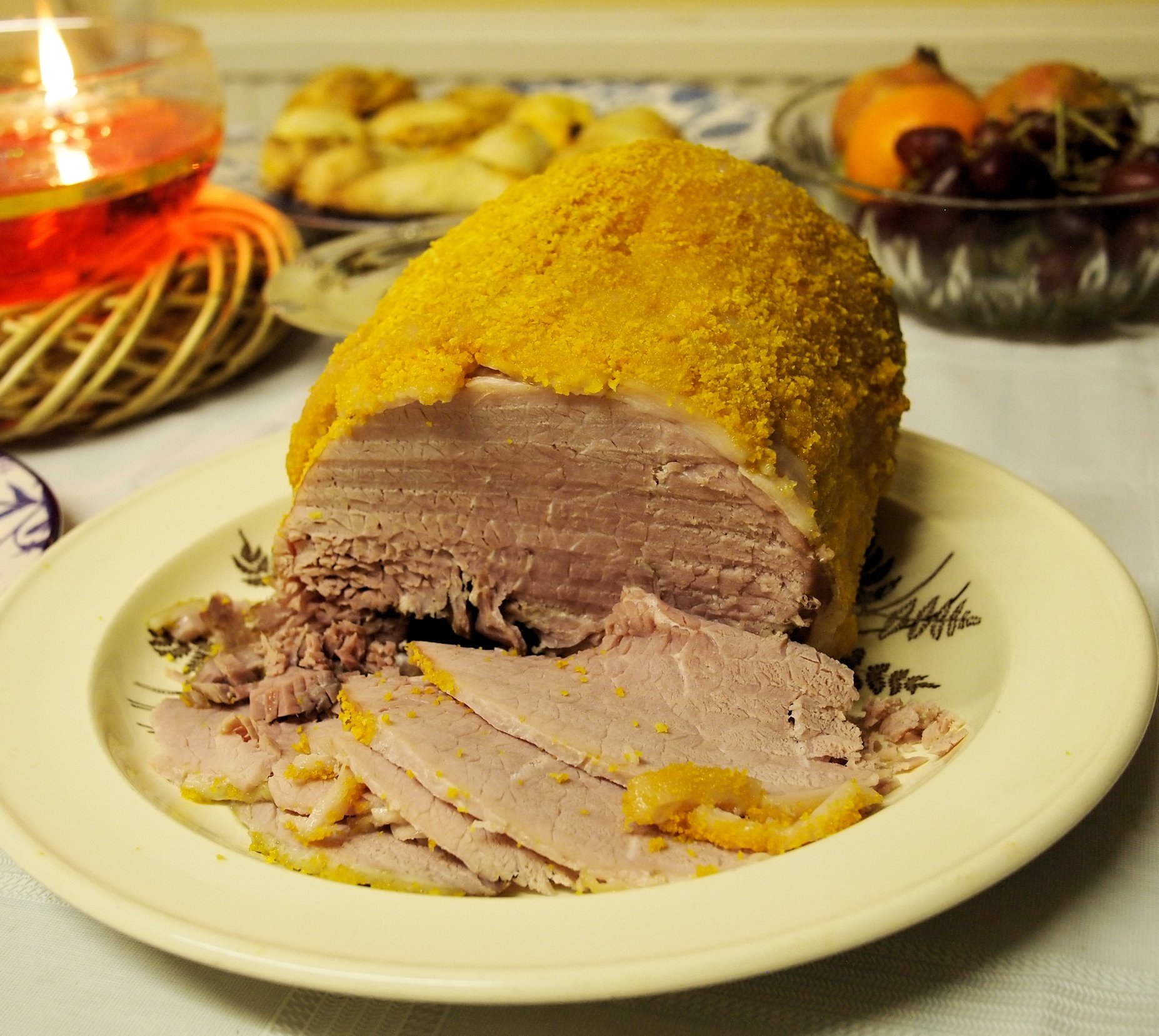
요크 햄
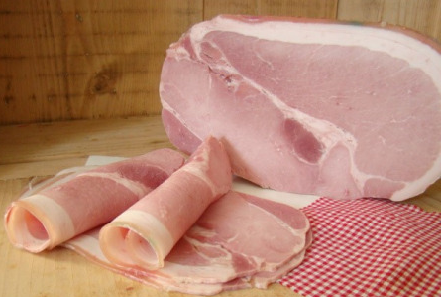
파리 햄
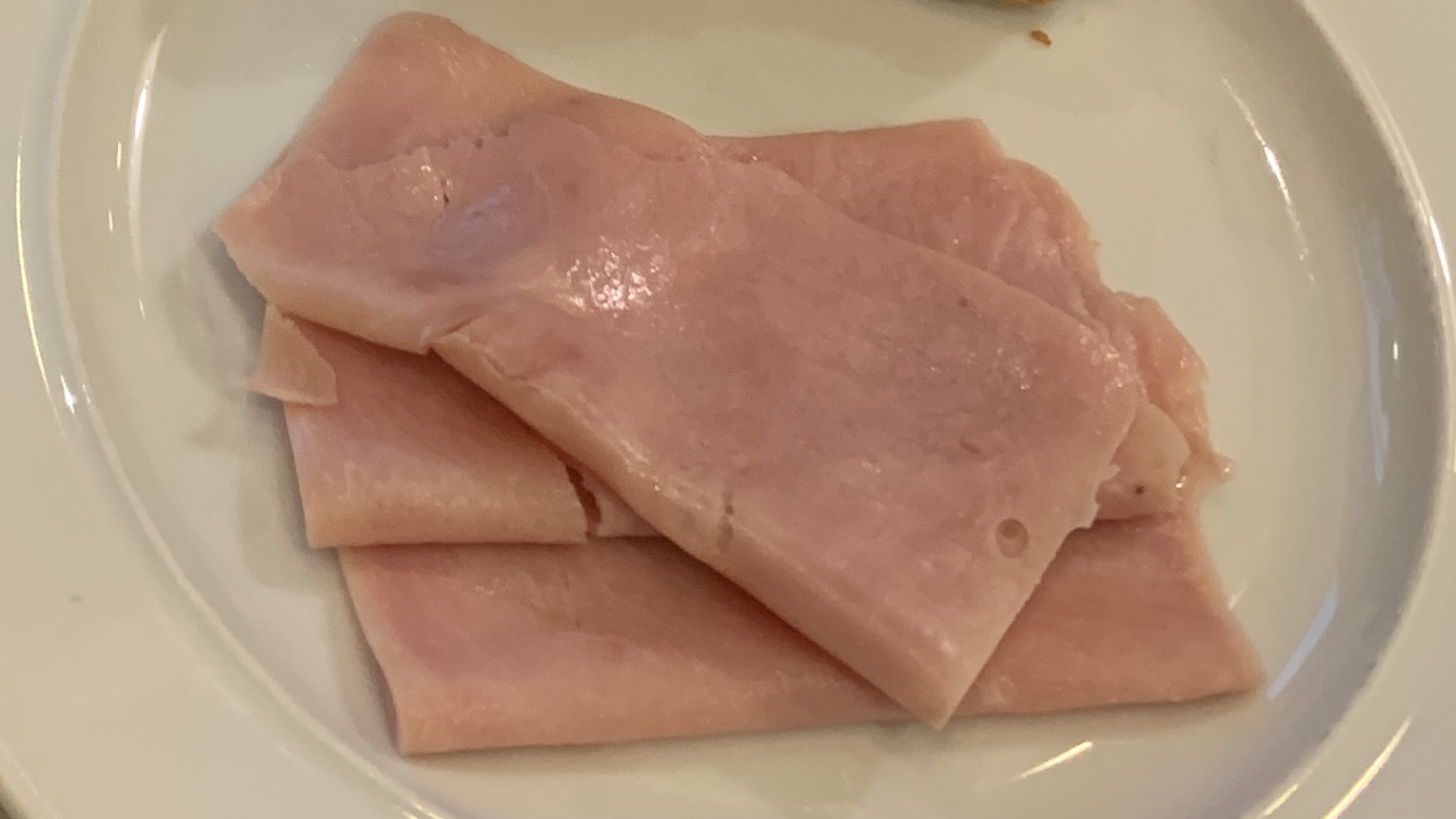
피암브르
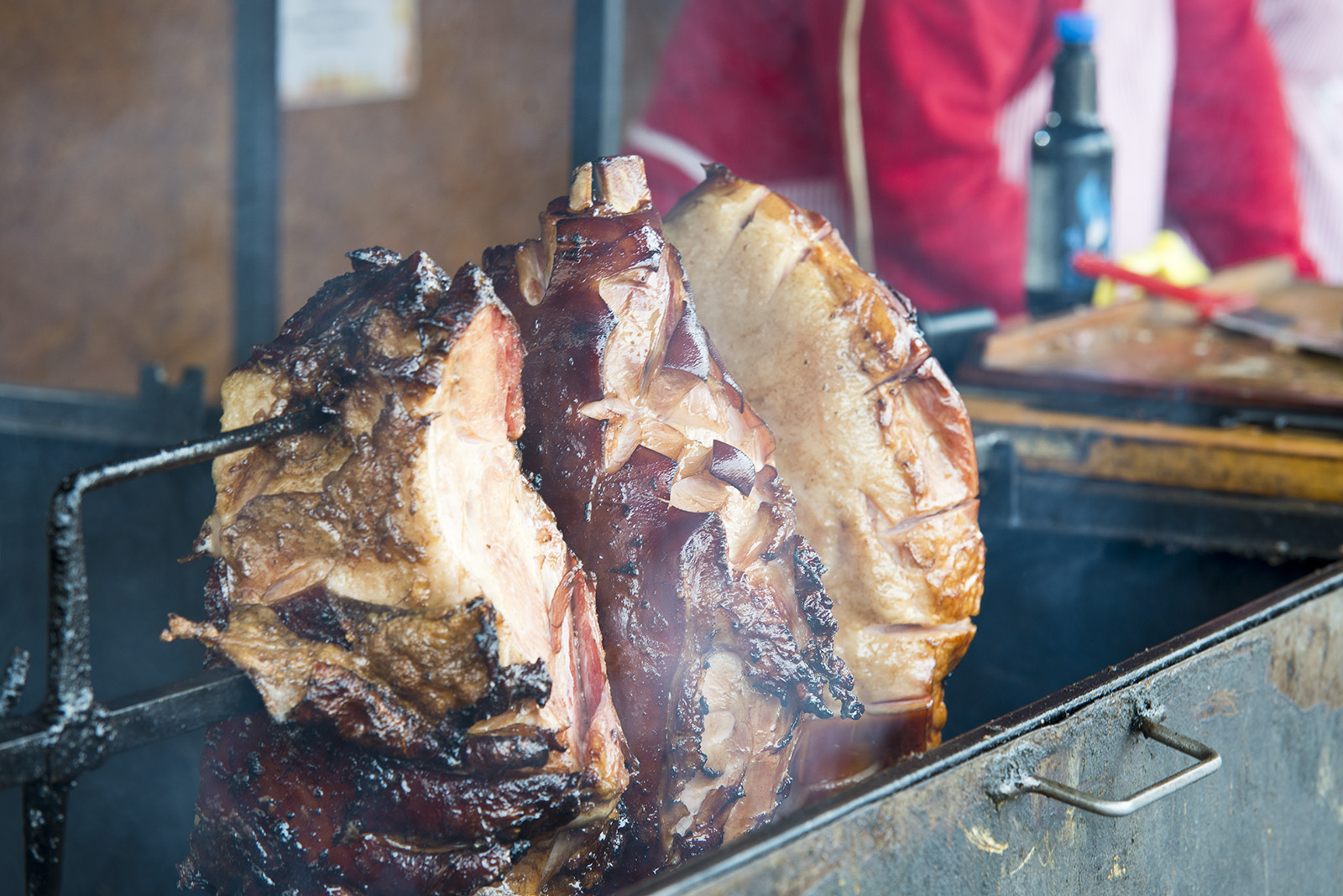
프라하 햄
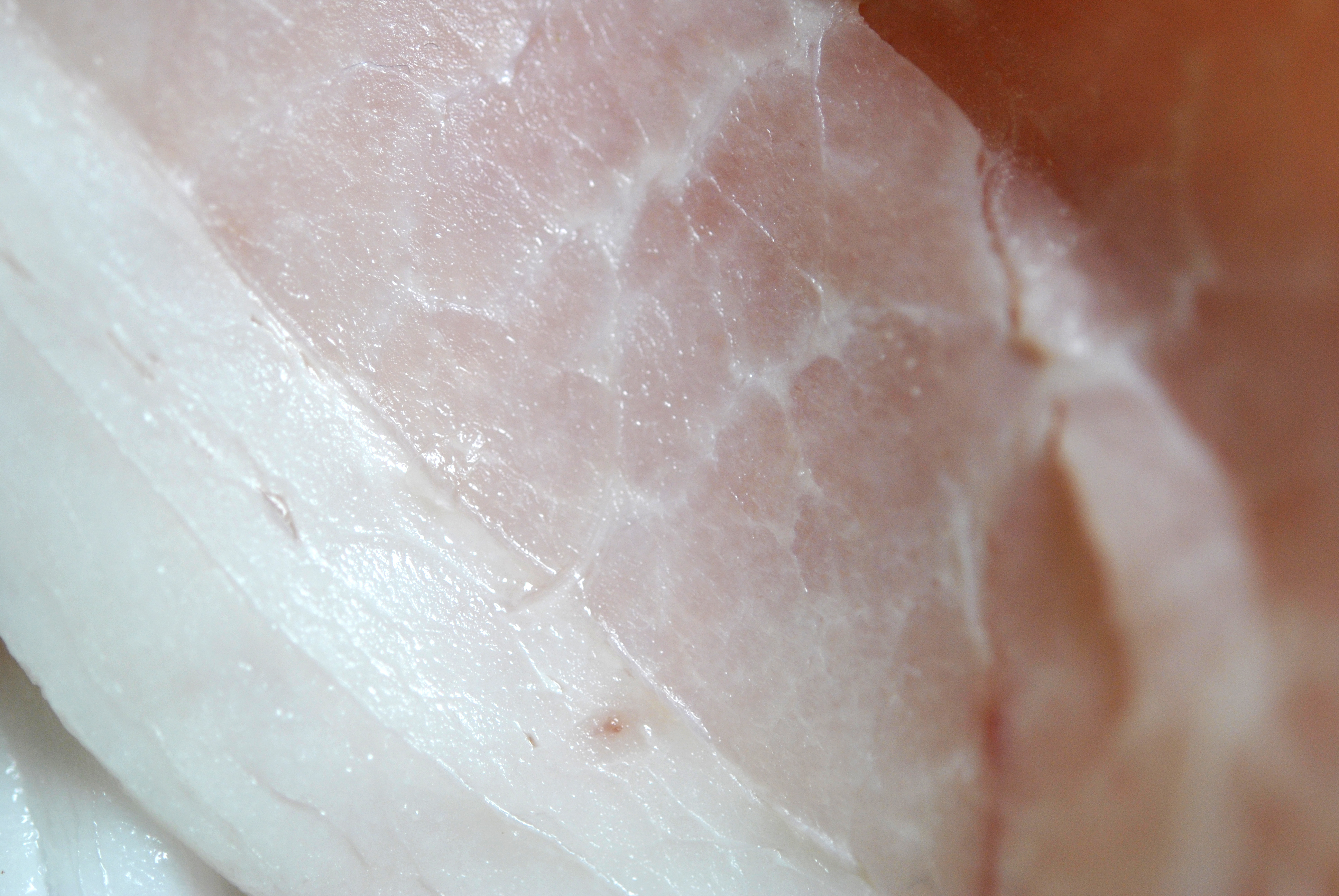
프로슈토 코토

## 같이 보기
- 생햄